# کوسترمانو
کوسترمانو (به ایتالیایی: Costermano) یک کومونه در ایتالیا است که در استان ورونا واقع شده‌است.

## خصوصیات
کوسترمانو ۱۶٫۹ کیلومترمربع مساحت و ۳٬۵۹۹ نفر جمعیت دارد و ۲۳۷ متر بالاتر از سطح دریا واقع شده‌است.